# Thorsten Botz-Bornstein
Thorsten Botz-Bornstein (Duisburg, 1964) è un filosofo e scrittore tedesco.

## Biografia
Thorsten Botz-Bornstein è nato in Germania, ha studiato filosofia all'Università Paris 1 Panthéon-Sorbonne dal 1985 al 1990, ha discusso la sua tesi di dottorato all'Università di Oxford nel 1993 sotto la supervisione di Colin Davis. Ha ricevuto l'habilitation (HdR) dall'École des hautes études en sciences sociales (EHESS) di Parigi nel 2000. Dopo il dottorato ha lavorato per quattro anni presso l'Università di Helsinki (Finlandia) svolgendo ricerche su Semiotica e Formalismo russo. Ha trascorso tre anni in Giappone presso varie istituzioni accademiche e ha fatto ricerche sulla Scuola di Kyōto. È stato per due anni consulente presso il Cognition Center dell'Università di Hangzhou (Cina). Dal 2007 al 2009 ha insegnato filosofia alla Tuskegee University in Alabama (Stati Uniti), un'università afroamericana. Attualmente è professore presso la Gulf University for Science and Technology in Kuwait.

## Filosofia
Nella sua filosofia, Thorsten Botz-Bornstein cerca di stabilire i legami concettuali tra stile, gioco e sogno e persegue questo compito prendendo in prestito elementi in particolare da filosofie "non occidentali" (russe, giapponesi e cinesi), da l'architettura e l'estetica del cinema.

### Stilistica del gioco e del sogno
Nella sua tesi di dottorato Botz-Bornstein ha tentato di dare definizioni precise di "Spiel" di Hans-Georg Gadamer, "jeu" di Jacques Derrida e "gioco" (Spiel/game) di Ludwig Wittgenstein. Da allora, la filosofia di Botz-Bornstein si è basata sulla "stilistica generale". Il sogno include caratteristiche ludiche, vale a dire, il suo svolgersi (soprattutto a livello estetico) ha affinità con il gioco? Il gioco stesso è un sogno?

### Filosofia dello spazio
L'ambizione di molte delle sue ricerche è trovare e sviluppare una serie di idee filosofiche sullo spazio, la cultura e la comunità. Esamina, ad esempio, i primi decenni del ventesimo secolo in Giappone e Russia. In Giappone e in Russia alcuni filosofi riuscirebbero a combinare le nozioni di tempo e spazio per descrivere una sorta di "sviluppo spaziale" (mestorazvitie in russo). Il pensiero del filosofo giapponese Nishida Kitarō rimane importante per Botz-Bornstein. Per Nishida lo Stato non è la più alta forma di coerenza che un popolo veramente civilizzato possa raggiungere. Una volta stabilito lo Stato, le persone non dovrebbero guardare "all'interno", alla loro origine etnica per trovare lì la loro identità, ma "all'esterno" per sviluppare la loro identità in relazione al mondo.

### Il sogno
Botz-Bornstein sviluppa una filosofia del sogno che scaturisce da riflessioni sul cinema ma analizza anche i diversi modi in cui il fenomeno onirico è stato concepito nelle tradizioni filosofiche dell'Asia orientale. Osserva "altri" concetti occidentali di sogni che sono stati sviluppati da teorici e artisti occidentali. Secondo i principi aristotico-platonici, il poeta crea una copia stilizzata della realtà in cui conserva l'essenza dell'originale. Nell'arte Buddhismo Zen, invece, l'essenza è presentata come uno stile che non è passato per la stilizzazione o come un gioco in cui nulla è stato oggettivato. Non abbiamo bisogno né di una rappresentazione oggettiva della realtà né di un'evocazione soggettiva dello stato psicologico della persona che vede questa realtà. In quanto autorappresentazione momentanea della realtà assoluta che trascende la realtà oggettiva così come l'immaginazione oggettivante, la realtà porta le caratteristiche autosufficienti di un sogno.

### Iperrealismo
La ricerca sull'iperrealismo e sui suoi effetti sulla percezione di sé e sull'identità culturale è strettamente correlata ai temi di ricerca precedenti. L'iperrealtà rappresenta una realtà esaltata o idealizzata. Più precisamente, è lo stato in cui è impossibile distinguere tra la realtà e un prodotto dell'immaginazione, non perché quel prodotto sarebbe una così buona imitazione della realtà, ma perché le immagini della le cose prodotte dall'iperrealtà non si sono mai appoggiate a una realtà "precedente". Botz-Bornstein utilizza il concetto di iperrealtà per un'analisi dell'America e della Cina confrontando la teoria della cultura cinese come un “calderone di pasta di soia” dello scrittore Bo Yang e la visione di un'America elaborata di Jean Baudrillard.

### Filosofia e cultura
L'espansione globale dei modi di produzione rischia di sopprimere le particolarità culturali dei popoli e di alienare le risorse intellettuali e morali inerenti alle loro tradizioni ancestrali. Come si difenderà la filosofia da queste tendenze? Insieme alla sua filosofia dello spazio, Botz-Bornstein offre un approccio che tenta di comprendere qualsiasi filosofia "locale" come un panorama mentale filosofico. Quando proviamo a cogliere, ad esempio, l'essenza della "filosofia giapponese", il nostro intelletto non entra in una sfera in cui ogni elemento occupa una posizione fissa, ma percepiamo questa "filosofia giapponese" nello stesso modo in cui un corpo percepisce un corpo. paesaggio. Il corpo, quando vede uno "scape", non è in grado di localizzarlo indipendentemente dalla sua posizione (mutevole) all'interno di questo "scape", quindi è costretto a localizzare ogni impressione dal suo corpo dentro. un tutto avvolgente.

## Opere
Autore
- Conspiracy and Contingency: How to Deal with Fake Necessities (Anthem 2025)
- How Much Religion is Good for Us? If Religion Were a Game (Routledge 2024)
- Daoism, Dandyism, and Political Correctness (SUNY 2023)
- The Philosophy of Lines: From Art Nouveau to Cyberspace (Palgrave 2021)
- Micro and Macro Philosophy: Organicism in Biology, Philosophy, and Politics (Brill, 2020)
- La Chine contre l'Amérique. Culture sans civilisation contre civilisation sans culture ? (Paris : L'Harmattan, 2012)
- The New Aesthetics of Deculturation: Neoliberalism, Fundamentalism and Kitsch (Bloomsbury, 2019).
- The Political Aesthetics of ISIS and Italian Futurism (Lexington, 2018)
- Organic Cinema: Film Architecture, and the Work of Bela Tarr (Berghahn, 2017)
- Transcultural Architecture: Limits and Opportunities of Critical Regionalism (Ashgate, 2015)
- Veils, Nudity, and Tattoos: The New Feminine Aesthetics (Lexington, 2015)
- Virtual Reality: The Last Human Narrative? (Brill, 2015)
- The Veil in Kuwait: Gender, Fashion, Identity (with Noreen Abdullah-Khan) (Palgrave, Pivot Series, 2014)
- Place and Dream: Japan and the Virtual (Rodopi, 2004)
- Films and Dreams: Tarkovsky, Sokurov, Bergman, Kubrik, Wong Kar-wai (Lexington, 2007)
- Vasily Sesemann: Experience, Formalism and the Question of Being (Rodopi, 2006)
- Aesthetics and Politics of Space in Russia and Japan (Lexington, 2009)
- The Cool-Kawaii: Afro-Japanese Aesthetics and New World Modernity (Lexington, 2010)
- ''The Monstrous Darkness of Tomorrow'' (Novella, 2018)
- ''Kuwait 2059'' (Novella, 2019)

Direttore
- Tracking Global Wokeism (Brill, 2025)
- Parasite: A Philosophical Exploration (with G. Stamatellos) [on the film by Bong Joon-Ho]. (Brill, 2022).
- Plotinus and the Moving Image: Neoplatonism and Film Studies (with G. Stamatellos,  Brill, 2017)
- Inception and Philosophy: Ideas to Die For (Chicago: Open Court, ‘Philosophy and Popular Culture Series’, 2011)
- Re-ethnicizing the Minds? Tendencies of Cultural Revival in Contemporary Philosophy (Rodopi, 2006)
- The Philosophy of Viagra: Bioethical Responses to the Viagrification of the Modern World (Rodopi, 2011)
- Culture, Nature, Memes: Dynamic Cognitive Theories (Cambridge Scholars Press, 2008)
- The Crisis of the Human Sciences: False Objectivity and the Decline of Creativity (Cambridge Scholars Press, 2012)